# Phaps
A Phaps a madarak osztályának galambalakúak (Columbiformes) rendjébe, a galambfélék (Columbidae) családjába és a galambformák (Columbinae) alcsaládba tartozó nem.

## Rendszerezésük
A nemet Prideaux John Selby angol ornitológus írta le 1835-ben, az alábbi 3 faj tartozik ide:
- bronzszárnyú galamb (Phaps chalcoptera)
- vörhenyes bronzgalamb (Phaps elegans)
- harlekin galamb (Phaps histrionica)